# LP Viesti Salo
Il LP Viesto Salo è una società pallavolistica femminile finlandese con sede a Salo: milita nel campionato di Lentopallon Mestaruusliiga.

## Storia
Il LP Viesti Salo viene fondato nel 2008 distaccandosi dal Salon Viesti, da cui acquista il titolo sportivo per partecipare alla Lentopallon SM-liiga, chiamata dal 2010 con il nome di Lentopallon Mestaruusliiga: la neonata società debutta quindi nel massimo campionato finlandese nella stagione 2008-09, aggiudicandosi fin da subito lo scudetto, il Nordic Club Championships 2008-09 e la Coppa di Finlandia 2008; inoltre partecipa a livello europeo, sempre grazie all'acquisto del titolo sportivo dal Salon Viesti, alla Challenge Cup 2008-09.
Successivamente vince il campionato per altre sei volte consecutivamente, oltre a quattro successi nella coppa nazionale e alla Coppa di Lega 2010. Partecipa inoltre per la prima volta alla Coppa CEV nell'edizione 2010-11 e alla Champions League nell'edizione 2014-15. Si aggiudica lo scudetto anche nelle edizioni 2016-17, 2018-19 e 2020-21.

## Rosa 2018-2019
| N° | Nome                  | Ruolo | Data di nascita   | Nazionalità sportiva |
| -- | --------------------- | ----- | ----------------- | -------------------- |
| 1  | Viktoriia Tuchashvili | P     | 29 marzo 1981     | Ucraina              |
| 2  | Hillaelina Hämäläinen | L     | 9 giugno 1988     | Finlandia            |
| 3  | Veda Mansikkaviita    | P     | 18 aprile 1999    | Finlandia            |
| 4  | Milja Piesanen        | L     | 13 gennaio 2000   | Finlandia            |
| 5  | Lotta Piesanen        | S     | 7 dicembre 1997   | Finlandia            |
| 6  | Netta Laaksonen       | S     | 2 marzo 2001      | Finlandia            |
| 7  | Anna Czakan           | C     | 19 luglio 1996    | Finlandia            |
| 8  | Lena Prokopenko       | S     | 3 gennaio 1991    | Ucraina              |
| 9  | Tuuli Kukkonen        | S     | 19 settembre 1999 | Finlandia            |
| 10 | Saana Lindgren        | O     | 29 gennaio 2000   | Finlandia            |
| 11 | Pilvi Kettunen        | C     | 21 febbraio 1996  | Finlandia            |
| 12 | Kertu Laak            | O     | 21 febbraio 1998  | Estonia              |
| 13 | Salla Virtanen        | P     | 1º aprile 1991    | Finlandia            |
| 14 | Olena Lymareva        | S     | 3 giugno 1992     | Ucraina              |
| 14 | Pipsa Roivainen       | P     | 10 ottobre 2000   | Finlandia            |
| 15 | Kryscina Besman       | P     | 13 febbraio 1996  | Azerbaigian          |
| 17 | Ada Vikstedt          | C     | 14 novembre 2001  | Finlandia            |
| 19 | Laura Pihlajamäki     | C     | 15 agosto 1990    | Finlandia            |
| 19 | Jenna Rosenthal       | C     | 14 maggio 1996    | Stati Uniti          |

## Palmarès
- Campionato finlandese: 10

2008-09, 2009-10, 2010-11, 2011-12, 2012-13, 2013-14, 2014-15, 2016-17, 2018-19, 2020-21
- Coppa di Finlandia: 6

2008, 2009,  2011, 2014, 2015, 2016
- Coppa di Lega: 1

2010
- Nordic Club Championships: 1

2008-09